# Anti (film)
 For alternative betydninger, se Anti. (Se også artikler, som begynder med Anti)
Anti  er en dansk film fra 2016, filmen er instrueret af Morten Boesdal Halvorsen og med Stefan Hjort, Casper Kjær Jensen, Oscar Dyekjær Giese og Theis Monrad Post i hovedrollerne.
Anti handler om drengen Simon, som godt kan lide at male graffiti.

## Medvirkende
- Stefan Hjort som Simon
- Casper Kjær Jensen som Frede
- Oscar Dyekjær Giese som Johan
- Theis Monrad Post som Tjalfe
- Sonny Lindberg som Rune
- Maria Rossing som Simons mor
- Frank Thiel som Simons far
- Marina Bouras som Fredes mor
- Susanne Billeskov som Rektor
- Julie Brochorst Andersen som Tanja[1]